# Jay Epae
Jay Epae, född Nicholas Epae 7 mars 1933, död 25 juli 1994, var en maorisk sångare och kompositör från Nya Zeeland. 
1957 flyttade Epae till USA, där han lanserades som sångare på skivbolaget Mercury 1960 med singeln "Hawaiian Melody"/"Putti Putti" 1960. Singeln fick inget genomslag där, men baksidan blev en stor hit i Sverige 1961. Bakgrunden var att piratradiostationen Radio Nords ljudtekniker Bengt Törnkrantz upptäckte skivan, som var tänkt att kasseras, varpå han testspelade den och tyckte om "Putti Putti". Han lät den på eget bevåg få chansen till spelning i radiostationens vanliga musikblandning, vartefter den blev efterfrågad av publiken. Låten tog sig in på Radio Nords Topp 20-lista den 3 maj 1961, och låg kvar där i hela 41 veckor. Den 9 juni gick skivan in på branschtidningen Show Business försäljningslista där den nådde förstaplatsen den 29/7 1961. "Putti Putti" höll sig kvar på listan i fem månader och i Sverige sålde singeln i 50 000 exemplar.
Epae kom kort därefter att turnera i Sverige, och lyckades få en liten framgång med uppföljarsingeln "Hula Cha". Därefter blev det inte fler hits. Framgången för "Putti Putti" spred sig till de övriga länderna i Norden, men låten och Epae är till stor del okända i övriga världen. I hemlandet nådde han viss framgång som kompositör till sångerskan Maria Dallas hitlåt "Tumblin' Down" från 1966, men försvann så småningom ur rampljuset. 

## Diskografi

### Singlar och EP-skivor
- 1960 – "Hawaiian Melody"/"Putti Putti" (Mercury)
- 1961 – "Hula Cha"/"It's Driving Me Wild" (Mercury)
- 1962 – "Wassa Matta You"/"Dance With Me Lulu" (Mercury)
- 1962 – "Hokey Pokey Hully Gully"/"Jungle Speaks" (Mercury)
- 1962 – "Coffee Grind"/"My Girl" (Capitol)
- 1962 – "Surfin' On Waikiki"/"Patu Patu" (Capitol)
- 1966 – "Hold On Tight"/"The Creep" (Viking)
- 1966 – "Jay Epae" (EP) (Viking)

### Album
- 1966 – Hold On Tight! It's Jay Epae (Viking)

## Listplaceringar för Putti Putti
| Lista (1961) | Position               |
| ------------ | ---------------------- |
| Finland      | 1                      |
| Norge        | 2 (VG-lista)           |
| Sverige      | 1 (Radio Nord Topp 20) |
| Sverige      | 4 (Tio i topp)         |